# Dubble Bubble
Dubble Bubble er et mærke af lyserødt tyggegummi opfundet af Walter Deimer i 1928.
Walter var ansat i regnskabsafdelingen i Fleer Chewing Gum Company, men brugte sin fritid på at kokkerere nye og spændende tyggegummier. Frank Fleer, lederen af Fleer Chewing Gum Company, havde lavet opskriften til deres klassiske tyggegummi tilbage i 1906, men der skulle altså gå omkring 20 år, før Walter fik perfektioneret opskriften, som efterfølgende fik sit navn Dubble Bubble.
| Mad og drikke | Spire Denne artikel om mad og drikke er en spire som bør udbygges. Du er velkommen til at hjælpe Wikipedia ved at udvide den. |